# روبرتو کارلوس
روبرتو کارلوس دا سیلوا روشا (پرتغالی برزیلی: Roberto Carlos da Silva Rocha؛ زادهٔ ۱۰ آوریل ۱۹۷۳) بازیکن فوتبال پیشین برزیلی و سفیر فوتبالی است. او در دوران فعالیت حرفه‌ای خود برای باشگاه رئال مادرید و تیم جنوب جایزان و تیم ملی برزیل در پست مدافع کناری بازی می‌کرد. کارلوس اغلب به عنوان بهترین و تهاجمی‌ترین دفاع چپ در تاریخ فوتبال به‌شمار می‌رود که با سرعت و استقامت زیاد، ضربه‌های ایستگاهی و شوت‌های از راه دور قدرتمند به شهرت رسید.
کارلوس فوتبال حرفه‌ای را از باشگاه پالمیراس برزیل شروع کرد و با تیم این باشگاه دو فصل پیاپی قهرمان لیگ برتر و جام حذفی برزیل شد. او پس از یک فصل بازی در اینتر میلان، در سال ۱۹۹۶ به باشگاه رئال مادرید پیوست و تا سال ۲۰۰۷، سه بار جام لیگ قهرمانان اروپا، چهار بار لالیگا و سه بار هم سوپر جام اسپانیا را با رئال کسب کرد. او در سال ۱۹۹۷ به عنوان اولین دفاع در دهه‌های اخیر فوتبال دومین بازیکن سال فوتبال جهان، و در سال‌های ۲۰۰۲ و ۲۰۰۳ دو بار متوالی برترین مدافع باشگاهی سال اروپا شد. در آوریل ۲۰۱۳، نام روبرتو کارلوس توسط مجله مارکا در ترکیب یازده بازیکن خارجی برتر تاریخ رئال مادرید منتشر شد.
کارلوس فوتبال را در تیم ملی برزیل از سال ۱۹۹۲ شروع کرد. او در دوران فوتبال خود چهار جام جهانی فوتبال را با برزیل تجربه کرد که در جام جهانی ۲۰۰۲ کره جنوبی و ژاپن قهرمان شد و نیز در جام جهانی ۱۹۹۸ فرانسه، برزیل را تا رسیدن به فینال این جام کمک کرد. کارلوس در جام جهانی ۲۰۰۲ از جمله بازیکنان تأثیرگذار در قهرمانی برزیل بود که به عنوان یکی از بازیکنان منتخب این تورنمنت انتخاب شد. او همچنین در دو کوپا آمریکا ۱۹۹۷ و ۱۹۹۹، و جام کنفدراسیون‌ها ۱۹۹۷ با تیم ملی کشورش به قهرمانی رسید.
او به علت ضربه آزادهای قوی و کات‌دار خود که تا ۱۶۹ کیلومتر بر ساعت اندازه‌گیری شده است، به «آقای گلوله» معروف شد و در کارهای دفاعی و سانتر کردن نیز مهارت داشت. نام وی در فیفا ۱۰۰ (لیست بهترین بازیکنان فوتبال به انتخاب پله) حضور دارد. کارلوس در سال ۲۰۱۲ (۳۹ سالگی) بازنشسته شد و به حرفهٔ مربیگری پرداخت.

## سابقه حرفه‌ای

### باشگاهی
کارلوس فوتبال خود را از یک باشگاه در آراراس سائوپائولو برزیل شروع کرد. او سپس به صورت قرضی به تیم اتلتیکو مینیرو رفت و در آنجا با تیم ب در مسابقات کوپا کانمبول که میان باشگاه‌های آمریکای جنوبی برگزار می‌شد، حضور یافت. کارلوس در دو بازی اول به میدان نرفت اما در مسابقات بعدی به‌طور کامل در ترکیب اصلی تیم قرار گرفت و بازی قابل قبولی را به نمایش گذاشت که سرآغاز موفقیت‌های فوتبالی او بود. او درحالیکه ۱۹ سال سن داشت به تیم ملی برزیل نیز دعوت شد. در سال ۱۹۹۳ او رسماً به باشگاه پالمیراس انتقال یافت و دو فصل متوالی ۹۴–۱۹۹۳ و ۹۵–۱۹۹۴ با این تیم به قهرمانی در لیگ برتر و جام حذفی برزیل رسید. کارلوس سپس به تیم اینترمیلان در لیگ سری آ ایتالیا پیوست و در اولین فصل حضورش با اینتر موفق نبود و به عنوان هفتم رسید. او بعدها در مصاحبه‌ای عنوان کرد که روی هاجسون سرمربی اینتر، از وی خواسته که در پست وینگر بازی کند اما او خواستار بازی در دفاع چپ بود و همین اختلاف باعث شد تا تنها راه او ترک این باشگاه شود.

#### رئال مادرید
کارلوس در سال ۱۹۹۶ به رئال مادرید پیوست و با پیراهن شمارهٔ ۳ در ترکیب اصلی تیم قرار گرفت. او طی ۱۱ فصل حضور خود در رئال تا فصل ۰۷–۲۰۰۶، در ۵۲۷ بازی به میدان رفت، ۶۹ گل به ثمر رساند و یکی از گلزن‌ترین دفاع‌های تاریخ این باشگاه شد. او با ۳۷۰ بازی در لالیگا رکورد بیشترین حضور بازیکنان خارجی (غیر اسپانیایی) در این لیگ را که پیش از آن متعلق به آلفردو دی استفانو بود، به دست آورد و در این مدت به عنوان یکی از تأثیرگذارترین بازیکنان رئال و نیز برترین دفاع چپ جهان در نظر گرفته می‌شد.
او به همراه رئال چهار بار قهرمان لالیگا و سه بار در سال‌های ۱۹۹۸، ۲۰۰۰ و ۲۰۰۲ فاتح لیگ قهرمانان اروپا شد. او در فینال لیگ قهرمانان اروپا ۲۰۰۲، پاس گلی را برای زین‌الدین زیدان ارسال کرد که این گل به‌عنوان یکی از بهترین گل‌های تاریخ این رقابت‌ها ثبت شده است. او دو بار متوالی به سبب درخشش‌هایش در سال‌های ۲۰۰۲ و ۲۰۰۳ دو بار متوالی به‌عنوان بهترین دفاع باشگاهی سال اروپا برگزیده شد و مدتی بعد وی در کنار رائول و گوتی یکی از کاپیتان‌های رئال مادرید شد. کارلوس به‌خاطر حرکت سریع و حمله کردن از سمت چپ و زدن گل‌های مخصوص خود مورد توجه قرار گرفت. او در رقابتی از کوپا دل ری در اوت ۱۹۹۸ در مقابل تنریف با استفاده از کات بیرون پای چپ در خط کناری دروازه حریف، گلی به یادماندنی را به‌ثمر رساند.
نه تنها یکی از بهترین‌ها در زدن ضربه آزاد بود، بلکه او (روبرتو کارلوس) همیشه یکی از برترین دفاع چپ‌های جهان بود. برای همه رئالی‌ها بردن جام قهرمانان مهم بود [اشاره به تأثیر کارلوس در بردن لیگ قهرمانان].— رونالدینیو
در فصل ۰۳–۲۰۰۲ درحالیکه رئال مادرید برای غلبه بر رئال سوسیداد در بازی بعدی و قهرمانی در لالیگا، به بردن از اتلتیک بیلبائو نیاز داشت؛ او در دقایق پایانی نیمهٔ اول با ضربه آزاد دروازه حریف را باز کرد، رئال ۲–۱ پیش‌افتاد و در پایان نیز بازی را ۳–۱ برنده شد. همچنین در دسامبر ۲۰۰۳، او در الکلاسیکو ورزشگاه نیوکمپ گل اول را به بارسلونا زد، تا رئال مادرید پس از ۲۰ سال بتواند برای اولین بار این تیم رقیب را در ورزشگاه نیوکمپ شکست دهد.
کارلوس در بازی یک‌هشتم لیگ قهرمانان اروپا فصل ۰۷–۲۰۰۶ مقابل بایرن‌مونیخ دچار اشتباه در کنترل توپ شد تا ثانیه دهم این دیدار، دروازه رئال با سریع‌ترین گل تاریخ لیگ قهرمانان اروپا باز شود. او به دلیل این اشتباه که موجب حذف رئال در لیگ قهرمانان شد، زیر بار انتقادات قرار گرفت و سپس اعلام کرد که پس از انتهای این فصل قراردادش را منقضی و رئال مادرید را ترک می‌کند. او در این فصل اُفت زیادی را تجربه کرده بود.

#### فنرباغچه ترکیه
کارلوس در ۱۹ ژوئن ۲۰۰۷ با عقد قراردادی ۲ ساله به تیم فنرباغچه در سوپر لیگ ترکیه پیوست و اولین بازی رسمی خود در این تیم را مقابل بشیکتاش انجام داد که با نتیجهٔ ۲–۱ به پیروزی رسیدند. همچنین اولین گل رسمی خود را در بازی با سیواس‌اسپور با ضربه سر به ثمر رساند. او در انتهای همین فصل مصدوم شد و رقابت میان فنرباغچه و گالاتاسرای را در لیگ قهرمانان اروپا از دست داد و فنرباغچه به حریف خود باخت. کارلوس در سال‌های ۲۰۰۷ و ۲۰۰۹ دو بار با فنرباغچه برنده سوپرکاپ ترکیه شد. او از ترک فنرباغچه در اکتبر ۲۰۰۹ خبر داد و پیشنهاد کرد که به صورت رایگان به رئال مادرید یا به تیم‌های لیگ برزیل بازگردد.

#### کورینتیانس
بعد از ۱۵ سال، کارلوس برای فوتبال دوباره به کشورش بازگشت و در باشگاه کورینتیانس در کنار رونالدو هموطن و هم‌تیمی پیشین خود قرار گرفت. او اولین گل خود را برای کورنتیانس در ژوئن ۲۰۱۰ به تیم اینترناسیونال زد و به صدرنشینی این تیم در لیگ برزیل کمک کرد. کارلوس در بازی با باشگاه فوتبال پرتوگوئسا مستقیماً از روی ضربه کرنر گل تحسین‌برانگیزی را زد.

#### آنژی ماخاچ قلعه
کارلوس با قراردادی یک سال و نیمه به ارزش ۱۰ میلیون یورو در سال ۲۰۱۱ به آنژی مخاچ‌قلعه در لیگ برتر روسیه پیوست. او به عنوان کاپیتان این تیم در پست هافبک دفاعی به رقابت می‌پرداخت. او اولین گل برای ماخاچ قلعه را در بازی با دینامو مسکو از روی پنالتی و دومین گل خود را نیز با پنالتی در بازی با روستوف زد. اوت ۲۰۱۲ سرمربی باشگاه آنژی ماخاچ قلعه در یک کنفرانس مطبوعاتی با درخواست کناره‌گیری کارلوس موافقت کرد. او به این ترتیب بعد از جدایی از این باشگاه، بازنشسته‌شد.

### ردهٔ ملی
روبرتو کارلوس در ۱۲۵ بازی برای تیم ملی برزیل به میدان رفت و ۱۱ بار گلزنی کرد. او چهار جام جهانی، چهار کوپا آمریکا و جام کنفدراسیون‌ها ۱۹۹۷ و بازی‌های المپیک تابستانی ۱۹۹۶ را تجربه کرد.
او در بازی مقدماتی مقابل فرانسه در جام تورنادو دِ فرانسه سال ۱۹۹۷، گلی را از روی ضربه آزاد به ثمر رساند که از این گل به عنوان بهترین کاشتهٔ تاریخ فوتبال یاد می‌شود. کارلوس پس از دورخیز با بیرون پای چپ توپ را شوت کرد. توپ در ابتدا مسیری به طول ۱۰ یارد (۹ متر) را با سرعت زیادی به سمت راست طی کرد و سپس توپ در میانه راه با کات بسیار زیادی به سمت دروازه (خلاف جهت حرکت توپ) متمایل شد و دروازه‌بان فرانسه، فابین بارتز، که انتظار داشت توپ در خارج از چارچوب دروازه باشد، بدون آن که واکنشی نشان دهد، با تعجب بسیار شاهد ورود آن به داخل دروازه بود. در سال ۲۰۱۰، گروهی از دانشمندان فرانسوی مسیر حرکت توپ را تشریح کردند.

تحلیل ضربه ایستگاهی معروف روبرتو کارلوس در بازی مقابل فرانسه سال ۱۹۹۷

جام جهانی ۱۹۹۸ فرانسه او در هفت بازی شرکت داشت و به فینالیست شدن برزیل کمک کرد که در نهایت آن‌ها با نتیجه ۰–۳ مغلوب فرانسه و نائب قهرمان شدند. او از بازیکنان تیم منتخب جام جهانی ۱۹۹۸ شد. کارلوس در جام جهانی۲۰۰۲ کره و ژاپن نیز در شش بازی برای برزیل به میدان رفت. در اولین بازی او در جام ۲۰۰۲، چیلاورت، دروازه‌بان تیم ملی پاراگوئه خطایی را بر رویش مرتکب شد که منجر به محرومیت چیلاورت از سه بازی جام شد. کارلوس یکی از گل‌های برزیل را از روی کاشته وارد دروازه چین کرد. او پس از قهرمانی برزیل در جام ۲۰۰۲، به دلیل درخشش در این جام بار دیگر به عنوان یکی از بازیکنان تیم منتخب جام جهانی برگزیده و نیز به سبب درخشش‌ها و موفقیت‌هایش در عرصه باشگاهی و ملی دومین بازیکن سال جهان در سال ۲۰۰۲ شد.
کارلوس موفق شد کوپا آمریکاهای ۱۹۹۷ و ۱۹۹۹، و جام کنفدراسیون‌های ۱۹۹۷ را نیز با برزیل ببرد.
او در جام جهانی ۲۰۰۶ نیز یکی از اعضای ترکیب اصلی برزیل بود. برزیل در مرحله حذفی جام به تیم ملی فرانسه با نتیجه ۱–۰ باخت و کارلوس به دلیل ناتوانی در مانع شدن از گلزنی تیری آنری که از روی سانتر زیدان دروازه برزیل را باز کرد (در سمت چپ دفاع که پست کارلوس بود)، مورد انتقاد قرار گرفت. او بعد از پایان جام ۲۰۰۶ کناره‌گیری خود را از تیم ملی برزیل اعلام کرد.

## سبک بازی

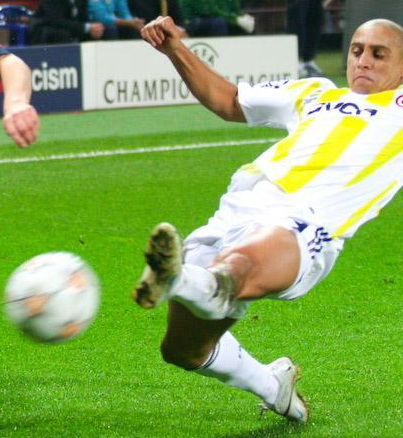
کارلوس علاوه بر تبحر در شوت‌زنی، سرعت، چابکی و سانتر کردن، در توپ‌گیری و مهار بازیکنان نیز مهارت بالایی داشت.

کارلوس یکی از بهترین شوت زنان و کاشته زنان جهان بود که با شوت‌های قوی و کات‌دار خود در فاصله‌های دور و بیشتر در پشت محوطه جریمه گلزنی می‌کرد. او از روی نقطهٔ کرنر و زاویه‌های کناری دروازه حریف گرفته تا فواصل نزدیک به میانهٔ میدان، توانایی گلزنی با شوت را داشت. شوت‌های او اغلب قدرتی بودند و برخلاف بسیاری از بازیکنان شوت زن دیگر در فوتبال، به هنگام شوت زدن بیشتر از بیرون پای خود برای کات دادن به توپ استفاده می‌کرد که این امر به همراه قدرت بالای شوت او باعث انحراف بسیار زیاد توپ در فاصلهٔ دور می‌شد. ضربهٔ آزاد او در سال ۱۹۹۷ در بازی برزیل و فرانسه از بهترین نمونه‌های شوت‌زنی کارلوس بود که بهترین ضربهٔ ایستگاهی تاریخ فوتبال نیز برشمرده می‌شود. بیشترین گل‌های کارلوس با ضربات ایستگاهی یا شوت‌های از راه دور زده شدند.
ویژگی دیگر کارلوس که او را در جهان فوتبال به موفقیت رساند سرعت، چابکی، و استقامت کم‌نظیرش بود. او از سرعت بالای خود در هنگام حملات و ضد حملات بهره می‌گرفت و مسافت‌های طولانی را در سمت چپ زمین حرکت می‌کرد. او همچنین در سانتر کردن از گوشه چپ زمین مهارت بالایی داشت و سانترهای وی برای رونالدو، زیدان، رائول و دیگر مهاجمان رئال و برزیل بعضی از دیدنی‌ترین گل‌های فوتبال را به دنبال داشت؛ مانند گلی که در فینال جام باشگاه‌های اروپا ۲۰۰۲ با سانتر او و گلزنی زیدان به ثمر رسید. کارلوس را می‌توان از تهاجمی‌ترین دفاع‌های جهان فوتبال دانست که این توانایی‌های تهاجمی او موجب تأثیرات عمده‌ای بر روی مدافعان کناری جهان و تغییر وظایف آنان شد. او در ابتدا با سرمربی باشگاه اینتر بر سر همین مسئله مشکل پیدا کرد، زیرا مربی خواستار استفاده از کارلوس در پست مهاجم یا وینگر بود. او البته توانایی بازی در پست هافبک دفاعی را نیز داشت.
کارلوس همچنین دارای قدرت و تعادل بدنی، لجاجت، و نیز دارای مهارت در توپ‌گیری و تکل‌زدن بود که باعث می‌شد در کارهای دفاعی و مهار مهاجمان حریف از گوشه‌ها مٶثر واقع شود.

## افتخارات

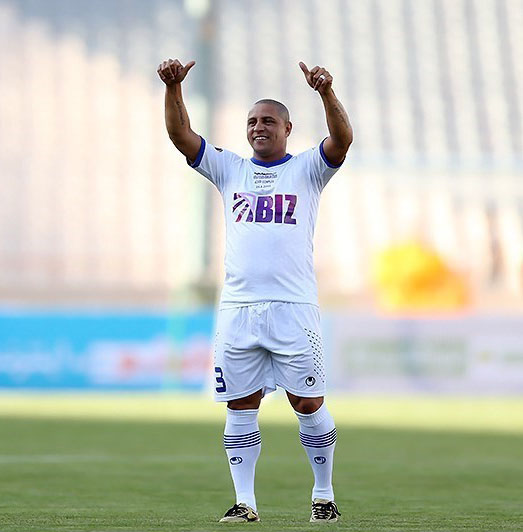
روبرتو کارلوس در بازی خیریه ستارگان ایران و جهان، ۲۰۱۵ در تهران

### باشگاهی

#### پالمیراس
- لیگ برتر برزیل (۲): ۹۴–۱۹۹۳، ۹۵–۱۹۹۴
- جام حذفی برزیل (۲): ۱۹۹۳، ۱۹۹۴

#### رئال مادرید
- لالیگا (۴): ۹۷–۱۹۹۶، ۰۱–۲۰۰۰، ۰۳–۲۰۰۲، ۰۷–۲۰۰۶
- سوپرکاپ اسپانیا (۳): ۱۹۹۷، ۲۰۰۱، ۲۰۰۳
- لیگ قهرمانان اروپا (۳): ۹۸–۱۹۹۷، ۲۰۰۰–۱۹۹۹، ۰۲–۲۰۰۱
- جام بین قاره‌ای (۲): ۱۹۹۸، ۲۰۰۲
- سوپرکاپ اروپا: ۲۰۰۲

#### فنرباغچه
- سوپرکاپ ترکیه (۲): ۲۰۰۷، ۲۰۰۹

### ملی

#### برزیل
- جام جهانی فوتبال: ۲۰۰۲؛ نایب‌قهرمان: ۱۹۹۸
- کوپا آمریکا (۲): ۱۹۹۹، ۱۹۹۷
- جام کنفدراسیون‌ها: ۱۹۹۷
- جام جهانی دوستانه ملی: ۱۹۹۵
- بازی‌های المپیک تابستانی: ۱۹۹۶ (مدال برنز)

### فردی
- دومین بازیکن سال فوتبال جهان: ۱۹۹۷
- توپ طلای فیفا سال ۲۰۰۲ (نفر دوم)
- عضو تیم منتخب جام جهانی (۲): ۲۰۰۲، ۱۹۹۸
- بهترین مدافع باشگاهی سال اروپا (۲): ۲۰۰۳، ۲۰۰۲
- عضو تیم سال یوفا (۲): ۲۰۰۳، ۲۰۰۲
- عضو تیم منتخب سال اروپا به انتخاب اروپا اسپورت مدیا: ۷ فصل متوالی از ۱۹۹۷ تا ۲۰۰۴
- برنده جایزه کفش نقره‌ای فوتبال برزیل (۳): ۱۹۹۳، ۱۹۹۴، ۲۰۱۰
- جایزه بهترین بازیکن آمریکای لاتین در لالیگا (۱):
۹۸–۱۹۹۷
- عضو فیفا ۱۰۰: ۲۰۰۴
- برنده جایزه پای طلایی: ۲۰۰۸
- عضو تیم منتخب سال لیگ برتر برزیل: ۲۰۱۰